# Rio Kammanassie
Rio Kammanassie é um rio da África do Sul.